# Synfig
Synfig — свободная программа, предназначенная для создания двумерной векторной анимации, созданная Робертом Кватльбаумом при участии Адриана Бентли.

## История
В самом начале Synfig был собственной платформой разработки для студии Voria (Voria Studios), ныне закрытой. В 2005 году исходный код Synfig был опубликован под лицензией GPL. Поскольку программа состоит из движка и графического интерфейса к нему, рендеринг файлов легко автоматизировать или перенести на мощный удалённый компьютер.

## Цели
Целью разработчиков является создание программы, способной создавать «анимацию кинематографического качества в условиях небольшого коллектива и ограниченных ресурсов». Synfig призван избавить художника от необходимости ручного выполнения фазовки, так что не нужно рисовать каждый кадр самостоятельно.

## Возможности
Программа способна имитировать мягкое затенение, используя нелинейную градиентную заливку областей, избавляя художника от необходимости затенять каждый кадр по отдельности. Кроме того, в программе есть множество других вычисляемых в реальном времени эффектов, которые можно применять к слоям или группам слоёв: радиальное размытие, коррекция цвета и пр., причём все эффекты применимы при любом используемом разрешении. Другие забавные возможности включают в себя управление и анимирование толщин линий на их индивидуальных контрольных точках, а также возможность связывать зависимые параметры различных объектов. Кроме того, Synfig поддерживает HDRI.

## Кроссплатформенность
Synfig был включен в состав Ubuntu Studio. Помимо этого, есть готовые сборки для различных дистрибутивов Linux, Mac OS X и Microsoft Windows. Лучше всего программа работает в Linux.

## Форматы файлов
Synfig хранит собственные данные в файлах с расширением SIF и с разметкой на XML, которые включают векторную графику, слои, описание эффектов, а также ссылаются на внешние растровые данные.
Программа умеет создавать видео в форматах Digital Video, AVI, Theora и MPEG, а также анимацию в MNG и GIF. Последовательность кадров можно также сохранять в отдельные файлы в форматах PNG, BMP, PPM и OpenEXR.
При помощи внешних приложений возможен импорт файлов SVG в собственный формат файлов Synfig.

## Публикации
- Интервью с Робертом Кватльбаумом
- Объявление об открытии исходного кода Synfig